# Vadakstes pagasts
Vadakstes pagasts er en territorial enhed i Saldus novads i Letland. Pagasten havde 514 indbyggere i 2010 og omfatter et areal på 72,08 kvadratkilometer. Hovedbyen i pagasten er Vadakste.